# Stephanie Santer
Stephanie Santer (* 11. September 1981 in Bruneck) ist eine ehemalige italienische Skilangläuferin. Santer besitzt wie ihre beiden älteren Schwestern Nathalie Santer und Saskia Santer auch die belgische Staatsbürgerschaft, startete aber für ihr Geburtsland Italien.

## Werdegang
Im Alter von fünf Jahren bestritt Stephanie Santer ihren ersten Langlaufwettkampf. Anders als ihre Schwestern wechselte sie später nicht zum Biathlon, sondern blieb Skilangläuferin. 1999 wurde sie Mitglied des italienischen Nationalkaders, ein Jahr später debütierte sie bei den Juniorenweltmeisterschaften im slowakischen Štrbské Pleso, wo sie sich jedoch bei ihren beiden Starts nicht im Vorderfeld platzieren konnte. Nach besseren Ergebnissen im folgenden Winter setzte der Italienische Wintersportverband sie im Dezember 2001 zum ersten Mal im Weltcup ein.
Bei zwei Wettkämpfen in Italien war sie Teil der Nationalen Gruppe, gehörte also zu den Läufern, die von der ausrichtenden Nation zusätzlich nominiert werden konnten. Santer beendete die Rennen auf den hinteren Plätzen 75 und 77, ließ dabei jedoch mehrere Teamkolleginnen – wie etwa die vier Jahre ältere spätere Weltmeisterin Arianna Follis – hinter sich.
In den anschließenden Saisonen folgten weitere vereinzelte Weltcupstarts, bei denen Santer jedoch nie die Punkteränge, die ersten 30 Plätze, erreichte. Erfolgreicher verliefen ihre Auftritte im Continental Cup und bei FIS-Rennen, wo die Italienerin mehrere Wettkämpfe für sich entschied. Ihren ersten – und bis heute (Stand 2010) auch einzigen – Weltcuppunkt sicherte sie sich Ende Dezember 2005 bei einem Freistilrennen in Nové Město na Moravě.
Dort belegte sie den 30. Rang, mit lediglich 2,2 Sekunden Vorsprung auf die Französin Cécile Storti, die 31. wurde. 

### Olympische Winterspiele 2006
Zwei Monate später standen die Olympischen Winterspiele 2006 in Turin an. Für diese hatten sich Nathalie, Saskia und Stephanie Santer vorgenommen, als erstes Schwesterntrio bei Olympia anzutreten.
Als Stephanie Santer bei einem Vorbereitungsrennen in Davos gegen einen Baum prallte und sich einen Wadenbeinbruch zuzog, musste sie jedoch für einen Monat pausieren, sodass sie nicht an den Olympischen Spielen teilnehmen konnte.
Auch in den nächsten Jahren gelang Santer kein Durchbruch. Mehrmals übernahm sie die Position der Startläuferin der italienischen Staffel, mit der sie im November 2007 als bestes Resultat einen guten fünften Platz erreichte. Zudem nahm sie an der Skiweltmeisterschaft 2007 in Sapporo teil. Dort platzierte sie sich im 30-Kilometer-Massenstart in der klassischen Technik auf dem 31. Rang. Im Winter 2007/08 konnte sich Santer bereits nicht mehr gegen die nationale Konkurrenz durchsetzen, als es um die Nominierungen für die Erstauflage der Tour de Ski ging. Ab der Saison 2008/09 wurde sie nicht mehr im Nationalkader berücksichtigt und erhielt nur einen weiteren Weltcupstart im Januar 2009.
Von 2011 bis zu ihren Karriereende im Jahr 2014 ging sie vermehrt bei Marathon-Rennen an den Start und konnte hierbei in der Saison 2011/2012 beim Transjurassienne und Birkebeinerrennet jeweils den zweiten Platz belegen. Beim Marcialonga und beim Finlandia-hiihto belegte sie den dritten Platz. Damit siegte sie auch in der Gesamtwertung des Skilanglauf-Marathon-Cup 2011/12, was den bis dato größten Erfolg in ihrer Karriere bedeutete. In der Saison 2012/13 wurde sie mit zweiten Plätzen beim Transjurassienne und beim Tartu Maraton Vierte in der Gesamtwertung des Marathon-Cups.
Nach dem Karriereende von Saskia und Nathalie Santer in den Jahren 2006 und 2008 warStephanie Santer die letzte der drei Schwestern, die noch aktiv an Rennen teilnahm.